# Bergamasker Alpen
De Bergamasker Alpen of Orobische Alpen (Italiaans: Alpi Orobie) zijn een deel van de Zuidelijke Kalkalpen in het noorden van Italië. Met de naam wordt het gebied bedoeld tussen grofweg het Lago di Como in het westen en het Lago d'Iseo in het oosten. De hoogste top in het gebied is de 3052 meter hoge Pizzo di Coca. Het gebied ligt in de provincies Lecco, Bergamo en Sondrio in Lombardije. Geologisch bestaat het gebied voornamelijk uit kalksteen en wordt het ingedeeld bij de Zuidelijke Alpen. De Alpi Orobie kennen de verdwijnende gletsjer Ghiacciaio del Trobio of Ghiacciaio del Gleno onder de berg Pizzo dei Tre Confini (2828 m).